# JR西日本グループ労働組合連合会
JR西日本グループ労働組合連合会（ジェイアールにしにほんグループろうどうくみあいれんごうかい、略称：JR西日本連合（ジェイアールにしにほんれんごう））は、西日本旅客鉄道（JR西日本）およびそのグループ企業における労働組合の連合組織である。日本鉄道労働組合連合会（JR連合）に加盟している。

## 概要
1992年（平成4年）に、日本鉄道労働組合連合会（JR連合）の発足と同時に全加盟団体が加入する。

## 加盟組合
- 西日本旅客鉄道労働組合（JR西労組）
- ジェイアール西日本フードサービスネット労働組合
- ジェイアール西日本デイリーサービスネット労働組合
- ジェイアールサービスネット金沢労働組合
- ジェイアールサービスネット米子労働組合
- ジェイアールサービスネット岡山労働組合
- ジェイアールサービスネット広島労働組合
- ジェイアールサービスネット福岡労働組合
- JR西日本メンテック労働組合
- JR西日本広島メンテック労働組合
- JR西日本金沢メンテック労働組合
- JR西日本福知山メンテック労働組合
- JR西日本岡山メンテック労働組合
- JR西日本米子メンテック労働組合
- JR西日本福岡メンテック労働組合
- ジェイアール西日本伊勢丹労働組合
- ジェイアール西日本テクシア労働組合
- ジェイアール西日本ウエルネット労働組合
- JR西日本不動産開発労働組合
- ジェイアール西日本テクノス労働組合
- ジェイアール西日本マルニックス労働組合
- JR西日本交通サービス労働組合
- ジェイアール西日本コンサルタンツ労働組合
- JR西日本コミュニケーションズ労働組合
- ジェイアール西日本ITソリューションズ労働組合

- ジェイアール西日本ビルト労働組合
- ジェイアール西日本商事労働組合
- JR西日本総合ビルサービス労働組合
- JR西日本レンタカー＆リース労働組合
- JR西日本カスタマーリレーションズ労働組合
- JR西日本ヴィアイン労働組合
- JR西日本新幹線テクノス労働組合
- ホテルグランヴィア京都労働組合
- ホテルグランヴィア大阪労働組合
- ホテルグランヴィア岡山労働組合
- ホテルグランヴィア広島労働組合
- 和歌山ターミナルビル労働組合
- 西日本バスネットサービス労働組合
- 西日本電気テック労働組合
- 広島駅弁当労働組合
- まねき食品労働組合
- 日本旅行労働組合（西日本地方本部）
- 京都駅観光デパート労働組合
- 天鉄トラベル労働組合
- 関西工機整備労働組合
- 大鉄工業労働組合
- 後藤工業労働組合
- レールテック労働組合
- NESCO労働組合
- 神戸CS労働組合
- 広成建設労働組合